# ألكسندر رادونوفيتش
ألكسندر رادونوفيتش هو لاعب كرة قدم صربي في مركز الدفاع، ولد في 9 مايو 1980 في زرنجانین في صربيا. لعب مع كورونا كييلتسى ونادي ال كي اس ودز.